# حسین عمومی (خواننده)
حسین عمومی (زاده ۱۳۰۶ _ درگذشته ۳۱ تیر  ۱۳۸۴) ردیف‌دان، صاحب‌نظر موسیقی، آوازشناس و قاضی دادگستری با تحصیلات دکترای حقوق بود. حسین عمومی نی نواز، پسر عموی وی می‌باشند. وی آواز را ابتداء نزد پدر و سپس در مکتب تاج اصفهانی  و ادیب خوانساری تکمیل نمود. شیوه وی مکتب آوازی اصفهان بود. به‌گفته مشیری، محمدرضا شجریان از شاگردان او بوده است.